# إيفان لانغر
إيفان لانغر (بالتشيكية: Ivan Langer)‏ هو سياسي تشيكي، ولد في 1967 في أولوموتس في التشيك. حزبياً، نشط في الحزب الديمقراطي المدني. وقد انتخب عضو مجلس النواب جمهورية التشيك (1 يونيو 1996 – 3 يونيو 2010) وانتخب Minister of the Interior of the Czech Republic ‏ (4 سبتمبر 2006 – 8 مايو 2009).